# 14+1
14+1 (w latach 2019–2021 17+1, od 2022 14+1) – format współpracy politycznej i gospodarczej Chińskiej Republiki Ludowej z państwami Europy Środkowej i Wschodniej zainicjowany w 2012 roku.
W założeniach obszarami kooperacji są handel i inwestycje (w tym większe otwarcie chińskiego rynku dla żywności), rozbudowa infrastruktury i połączeń transportowych, przemysł i energetyka, kontakty międzyludzkie oraz współpraca finansowa. Realizacji tych celów służy fundusz inwestycyjny.
Po inwazji Rosji na Ukrainę w 2022 roku stosunki Chin z państwami Europy Środkowo-Wschodniej uległy pogorszeniu, co przyczyniło się do rozluźnienia formatu 14+1. Przyczyną tego były także wcześniej występujące różnice stanowisk i interesów.

## Uczestnicy formatu

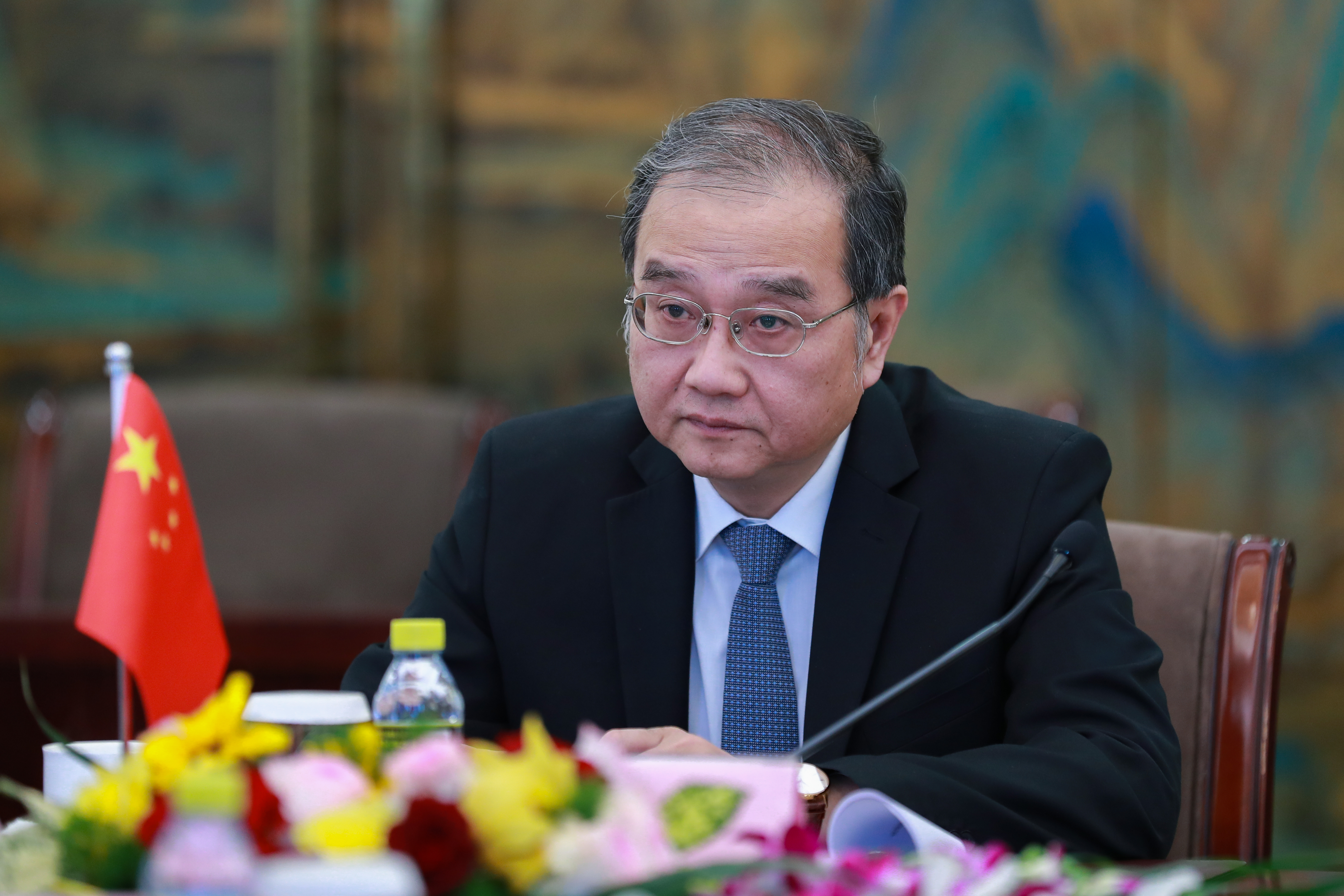
Deng Li - sekretarz inicjatywy

Uczestnikami współpracy są:
- Chiny
- Albania
- Bośnia i Hercegowina
- Bułgaria
- Chorwacja
- Czarnogóra
- Czechy
- Grecja
- Macedonia Północna
- Polska
- Rumunia
- Serbia
- Słowacja
- Słowenia
- Węgry

Byli uczestnicy:
- Litwa (do 2021)
- Estonia (do 2022)
- Łotwa (do 2022)[3]

## Szczyty
Według stanu na rok 2022 dotychczas odbyło się dziewięć szczytów na szczeblu przywódców państw:
- Warszawa – 2012
- Bukareszt – 2013
- Belgrad – 2014
- Suzhou – 2015
- Ryga – 2016
- Budapeszt – 2017
- Sofia – 2018
- Dubrownik – 2019
- Pekin – 2021